# Mačovice
Mačovice je vesnice, část obce Vranov v okrese Benešov. Nachází se asi 1 km na jih od Vranova. V roce 2009 zde bylo evidováno 71 adres. Mačovice leží v katastrálním území Vranov u Čerčan o výměře 6,12 km².

## Historie
První písemná zmínka o vesnici pochází z roku 1387.
Původně sídlo vladyky z Mačovic, později dvůr a od 16. století vesnice. První písemná zpráva je z roku 1387.
Znak Mačovic je odvozen od erbu Václava z Mačovic (Vácslava z Mačovic), hejtmana husitských vojsk, který roku 1434 držel posádku podobojí ve Slezsku.

## Pamětihodnosti
- Památná lípa u čp. 4 je 300 let stará
- Křížek – původně dřevěný, nyní železný s podzděným podstavcem z roku 1917 a v roce 1999 pozlacen
- Kaplička – postavena roku 1903 na místě obecní pastoušky čp. 3, je zasvěcena Panně Marii a zrekonstruovaná roku 1999